# わかば先輩未満
『わかば先輩未満』（わかばせんぱいみまん）は、佐野妙による日本の4コマ漫画作品。『まんがタイム』（芳文社）にて2010年9月号より2013年3月号まで連載。
製菓会社を舞台に先輩および後輩社員2人を中心とする日常を描いた作品。

## 登場人物
若葉なつみ
「株式会社あーる製菓」の3年目のOL。24歳。 4人姉妹の末っ子。抜けたところがあるが、人付き合いが上手くて明るい性格。
黒崎の教育係となり張り切るも、しっかりした黒崎に甘えることが多い。 業務は雑務全般を担当。
同僚の名前を全員分は覚えていないが、あだ名は覚えている。家は8人家族で、そこでも一番年下。姉達からも甘やかされている。また、全員が地元で働いている。
黒崎美也子
「株式会社あーる製菓」の新入。新人ではあるが中途採用であり、若葉よりも年上の27歳。落ち着きがある常識人で、子持ちでもある。
夫とは別居中。原因は不和ではなく、脱サラして「仏像彫刻の職人になりたい」と言い出し、その師匠宅に住み込んでいるため。
現役の母親ということもあり、子供扱いは上手い。それと同時に、子供関連では涙腺が緩くなる。
胸が大きく、それを若葉にいじられることも多い。
古橋
若葉たちの先輩。年齢を聞くと怒る。業務は経理全般を担当している。会社のおばちゃん達はちょっと苦手。一人暮らし。お酒が飲めない。
赤岩
若葉たちの先輩。眼鏡をかけている。業務は発注書の作成や配送手配をしている。古橋とは仲良くケンカしなの関係。口は悪いが周囲の人間をよく見ており、彼女達の間を取り持つこともある。
毛利
営業を担当しておりあだ名は「もじゃりん」 社長の妹の娘婿で、新婚さん。
夏目
営業部長で、普段は社長と共に全国を回っている。社長の妹の旦那で、毛利の義父でもある。
黒崎唯
美也子の娘。5歳。なつみとは社員旅行で初対面、わずか5分で打ち解けたという。美也子の就業中は祖父母が面倒を見ているが、そのせいか時代劇や昼ドラに詳しい。

## 書誌情報
- 佐野妙『わかば先輩未満』 芳文社〈まんがタイムコミックス〉、全2巻
  1. 2012年2月22日初刷発行（2012年2月7日発売）、ISBN 978-4-8322-5049-9
  2. 2013年3月22日初刷発行（2013年3月7日発売）、ISBN 978-4-8322-5165-6